# Namíbia a 2008. évi nyári olimpiai játékokon
Namíbia a kínai Pekingben megrendezett 2008. évi nyári olimpiai játékok egyik részt vevő nemzete volt. Az országot az olimpián 4 sportágban 10 sportoló képviselte, akik érmet nem szereztek.

## Atlétika
Férfi
| Versenyző    | Versenyszám | Selejtező | Selejtező | Döntő    | Döntő    |
| Versenyző    | Versenyszám | Eredmény  | Helyezés  | Eredmény | Helyezés |
| ------------ | ----------- | --------- | --------- | -------- | -------- |
| Stephan Louw | Távolugrás  | 793 cm    | 13.       | kiesett  | kiesett  |

Női
| Versenyző        | Versenyszám | Előfutam | Előfutam | Előfutam | Elődöntő | Elődöntő | Elődöntő | Döntő   | Döntő    |
| Versenyző        | Versenyszám | Idő      | Hely.    | Össz.    | Idő      | Hely.    | Össz.    | Idő     | Helyezés |
| ---------------- | ----------- | -------- | -------- | -------- | -------- | -------- | -------- | ------- | -------- |
| Agnes Samaria    | 800 m       | 2:02,18  | 5.       | 26.      | kiesett  | kiesett  | kiesett  | kiesett | kiesett  |
| Agnes Samaria    | 1500 m      | 4:15,80  | 7.       | 27.      |          |          |          | kiesett | kiesett  |
| Helalia Johannes | Maraton     |          |          |          |          |          |          | 2:35:22 | 40.      |
| Beata Naigambo   | Maraton     |          |          |          |          |          |          | 2:33:29 | 28.      |

## Kerékpározás

### Hegyi-kerékpározás
| Versenyző      | Versenyszám        | Idő           | Helyezés |
| -------------- | ------------------ | ------------- | -------- |
| Mannie Heymans | Férfi terepverseny | 3 kör hátrány | 45.      |

### Országúti kerékpározás
Férfi
| Versenyző     | Versenyszám   | Idő             | Helyezés |
| ------------- | ------------- | --------------- | -------- |
| Erik Hoffmann | Mezőnyverseny | 6:26:17 (+2:28) | 21.      |

## Ökölvívás
| Versenyző        | Versenyszám | Selejtező                   | Nyolcaddöntő                 | Negyeddöntő       | Elődöntő          | Döntő             | Helyezés |
| Versenyző        | Versenyszám | Ellenfél Eredmény           | Ellenfél Eredmény            | Ellenfél Eredmény | Ellenfél Eredmény | Ellenfél Eredmény | Helyezés |
| ---------------- | ----------- | --------------------------- | ---------------------------- | ----------------- | ----------------- | ----------------- | -------- |
| Julius Indongo   | Könnyűsúly  | Anthony Little (AUS) · 2-14 | kiesett                      | kiesett           | kiesett           | kiesett           | 17.      |
| Mujandjae Kasuto | Váltósúly   | Andrej Balanov (RUS) · 5-8  | kiesett                      | kiesett           | kiesett           | kiesett           | 17.      |
| Jafet Uutoni     | Papírsúly   |                             | Łukasz Maszczyk (POL) · 5-+5 | kiesett           | kiesett           | kiesett           | 9.       |

## Sportlövészet
Női
| Versenyző   | Versenyszám | Selejtező | Selejtező | Döntő   | Döntő    |
| Versenyző   | Versenyszám | Pont      | Helyezés  | Pont    | Helyezés |
| ----------- | ----------- | --------- | --------- | ------- | -------- |
| Gaby Ahrens | Trap        | 52        | 20.       | kiesett | kiesett  |